# Episodi di The Good Fight (quinta stagione)
La quinta stagione della serie televisiva The Good Fight è stata pubblicata dal servizio di video on demand Paramount+ dal 24 giugno al 26 agosto 2021.
In Italia la stagione è stata distribuita settimanalmente su TIMvision a dal 19 agosto al 14 ottobre 2021.
Con il primo episodio della stagione escono dal cast principale Cush Jumbo (Lucca Quinn) e Delroy Lindo (Adrian Boseman).
Con il secondo episodio entrano invece Charmaine Bingwa nel ruolo dell'avvocato Carmen Moyo e Mandy Patinkin nel ruolo ricorrente del "giudice" Hal Wackner.
| nº | Titolo originale                    | Titolo italiano                        | Pubblicazione USA | Pubblicazione Italia |
| -- | ----------------------------------- | -------------------------------------- | ----------------- | -------------------- |
| 1  | Previously On...                    | In precedenza...                       | 24 giugno 2021    | 19 agosto 2021       |
| 2  | Once There Was a Court...           | C'era una volta in tribunale...        | 1º luglio 2021    | 19 agosto 2021       |
| 3  | And the Court Had a Clerk...        | E il tribunale ebbe una cancelliera... | 8 luglio 2021     | 26 agosto 2021       |
| 4  | And the Clerk Had a Firm...         | E la cancelliera aveva uno studio...   | 15 luglio 2021    | 2 settembre 2021     |
| 5  | And the Firm Had Two Partners...    | E l'azienda aveva due soci...          | 22 luglio 2021    | 9 settembre 2021     |
| 6  | And the Two Partners Had a Fight... | E le due socie ebbero uno scontro...   | 29 luglio 2021    | 16 settembre 2021    |
| 7  | And the Fight Had a Détente...      | E la lotta ebbe una distensione...     | 5 agosto 2021     | 23 settembre 2021    |
| 8  | And the Detente Had an End...       | E la distensione ebbe fine...          | 12 agosto 2021    | 30 settembre 2021    |
| 9  | And the End Was Violent...          | E la fine fu violenta...               | 19 agosto 2021    | 7 ottobre 2021       |
| 10 | And the Violence Spread.            | E la violenza si è propagata...        | 26 agosto 2021    | 14 ottobre 2021      |

## In precedenza...
- Titolo originale: Previously On...
- Diretto da: Brooke Kennedy
- Scritto da: Robert King e Michelle King

### Trama
L'episodio ripercorre alcuni fatti accaduti ai vari personaggi nel corso dell'anno 2020, sino all'inizio del 2021.
Adrian pensa di ritirarsi, in parte per le condizioni di subordinazione alla STR Laurie in cui si trova lo Studio, in parte per l'offerta di impegno politico che ha ricevuto dai Democratici. Diane e Liz meditano di dar vita ad uno Studio tutto al femminile. Julius è nei guai quando Stella Corbin nega di aver avuto con lui il colloquio sul MEMO 618; Diane avrebbe registrato la conversazione ma purtroppo, causa il mancato consenso di entrambe le parti, in Illinois il nastro non è ammissibile come prova. Lucca è stata mandata a Londra da Bianca perché deve occuparsi dell'acquisto del resort a Santa Lucia. Jay si sente improvvisamente male; riesce a contattare Adrian che lo fa subito trasportare in ospedale: è l'inizio della pandemia proveniente dalla Cina. Marissa è frustrata per il trattamento subito al lavoro, dove nessuno sembra prenderla sul serio: decide dunque di diventare avvocato e chiede l'aiuto di Lucca.
Adrian è assistito da Ruth Eastman ma è in disaccordo con lei sul tema del libro che dovrebbe scrivere per farsi conoscere come candidato politico; dopo la morte di George Floyd, avvenuta il 25 maggio, decide che l'indignazione per come stanno andando le cose sarà il tema su cui scriverà. Decide anche di iniziare a vivere assieme a Charlotte, ma la loro relazione naufraga perché Adrian scopre la donna mentre parla del caso di Julius a Josiah, con il quale ha scambiato anche cinque mail. Charlotte presiede la causa e quando Diane, discretamente informata da Adrian, le chiede di ricusarsi, è costretta a cedere; tuttavia non perdona ad Adrian di averla spiata e, seppur con rammarico, lo lascia. Purtroppo il posto di Charlotte in aula viene preso dall'inetto giudice Trig Mullaney, che finisce per condannare Julius a sette anni di reclusione. Diane ovviamente gli promette che farà ricorso, ma non ce ne sarà bisogno: di lì a poco, assieme a molti altri, Julius viene graziato da Trump.
In ospedale Jay, delirante, immagina di intavolare conversazioni sui soprusi e sull'uso della violenza con Frederick Douglass, Karl Marx, Gesù Cristo e Malcolm X. Alla fine migliora e può essere dimesso: dovrà però continuare a fare i conti con gli esiti del cosiddetto long COVID, tra cui la perdita del gusto. Dopo la morte di George Floyd ha deciso di andare in giro armato.
L'Illinois è entrato in lockdown e lo Studio è costretto a ridurre la propria attività; i soci ne approfittano per decidere i licenziamenti richiesti da Firth. Marissa è nel gruppo degli esclusi e ciò rafforza il suo desiderio di diventare avvocato; grazie ad una raccomandazione di Bianca Skye ottenuta attraverso Lucca, entra in una prestigiosa Scuola di Legge e si appresta ad ottenere laurea e abilitazione nel più breve tempo possibile.
Lucca è rimasta bloccata a Londra dove comunque si trova molto bene. Ora che Adrian sta per andarsene, Liz e Diane vorrebbero averla indietro a tempo pieno: le offrono cinquecentomila dollari l'anno (esattamente quanto la sta pagando Bianca) e la possibilità di diventare socia paritaria. Nemmeno Bianca però è disposta a perdere il suo avvocato preferito e quando le offre il ruolo di direttore finanziario con un compenso annuo di un milione e trecentomila dollari, Lucca non può rifiutare. Con qualche lacrima, ma in fondo senza veri rimpianti, si congeda dagli amici Jay e Marissa, e dagli ormai ex colleghi.
Mike Bloomberg ha contattato Diane in merito ad un vecchio caso sul controllo delle armi da ridiscutere di fronte alla Corte Suprema. Diane però non si limiterà ad essere una consulente: vuole discutere davanti alla Corte e al suo Presidente John G. Roberts. È elettrizzata all'idea e con l'aiuto di Kurt come contraddittorio inizia ad allenarsi e a preparare il proprio intervento. Nel settembre 2020 viene però raggiunta da una tristissima notizia che la getta nello sconforto: a ottantasette anni è morta la giudice Ruth Bader Ginsburg. Trump non perderà l'occasione per rendere la Corte più conservatrice.
A novembre Diane assiste con speranza e trepidazione all'elezione presidenziale; con sua grande gioia, a prevalere saranno i Democratici Joe Biden e Kamala Harris.
Il 6 gennaio 2021, di fronte alla TV, Diane, Liz e Adrian, sconcertati,  assistono all'assalto al Campidoglio. 
Adrian ha deciso di trasferirsi ad Atlanta, in Georgia; non è mai stato nel profondo Sud ma vuole ricominciate, vuole lavorare per creare e consolidare una vera coscienza politica nera. La posizione di Diane, unico avvocato bianco in uno Studio che ambisce ad essere decisamente afroamericano, inizia a farsi precaria.
- Altri interpreti: Gary Cole (Kurt McVeigh), Tamberla Perry (giudice Charlotte Hazlewood), Zach Grenier (David Lee), Chasten Harmon (Bianca Skye), Amy Aquino (Stella Corbin), Rob McClure (giudice Trig Mullaney), Ben Vereen (Frederick Douglass), Brenda Braxton (Madeline Gilford), Keith Randolph Smith (John), Carson Elrod (Josiah), Steven Skybell (Karl Marx), Brandon Mendez Homer (Gesù Cristo), Clifton Duncan (Malcolm X), Margo Martindale (Ruth Eastman), Michael Bloomberg (sé stesso)

## C'era una volta in tribunale...
- Titolo originale: Once There Was a Court
- Diretto da: Michael Trim
- Scritto da: Jonathan Tolins

### Trama
Nello Studio entrano i nuovi praticanti: tra loro la giovane avvocatessa afroamericana Carmen Moyo e Marissa Gold; quasi subito le due ragazze stabiliscono un amichevole rapporto.
Ai praticanti, con la supervisione degli associati, viene affidato l'aggiornamento semestrale dei clienti più importanti. Carmen, affiancata da Barry Poe, dovrà occuparsi del sudamericano Oscar Rivi, attualmente detenuto per omicidio. Arrivati al carcere, la patente di Poe risulta scaduta quindi Carmen è costretta ad entrare da sola per affrontare il colloquio. Inizialmente Rivi è sconcertato per la giovane età di Carmen, poi le cose prendono una piega migliore: la ragazza parla spagnolo, quindi fa in modo di allontanare l'interprete fornito dalla prigione, restando sola con il cliente e più libera di ascoltarne le richieste.
Ufficialmente Rivi si lamenta soltanto per le carenze del Wi-Fi e per la cattiva qualità del cibo forniti dalla prigione; per suo incarico però Carmen si mette in contatto anche con Daniel Vanegas, un sottoposto di Rivi a sua volta detenuto, e gli fa avere un messaggio. Vanegas deve fornire informazioni per scagionare Rivi dall'accusa di un omicidio che non ha commesso; è sottinteso che lo stesso Vanegas trarrà beneficio dal supporto, in caso contrario ne pagherà le conseguenze.
Il comportamento di Carmen risulta così impeccabile che Rivi, attraverso il suo business manager Charles Lester, chiede che solo lei sia il suo nuovo avvocato. Liz, che si considera mentore di Carmen e che conosce bene la reputazione di Rivi e di Lester, esita a dare il suo consenso. Parla con Carmen e le dice di essere preoccupata per la sua incolumità ma la ragazza le fa capire che considera suo dovere difendere qualunque tipo di cliente, quindi Liz è costretta a cedere.
In udienza vengono fornite le nuove informazioni a favore di Rivi e per lui le cose sembrano mettersi al meglio. Tuttavia ad un certo punto persino il giudice Stilton prende da parte Carmen e, in considerazione della sua inesperienza, la mette in guardia dal farsi manipolare. Carmen però rimane ferma sulla sua posizione e dichiara di non aver nulla di cui rimproverarsi.
A Marissa è stato invece affidato il caso di Toni Hedger, una amministratrice scolastica che durante la pandemia ha organizzato corsi privati per i ragazzi che non potevano più frequentare regolarmente la scuola. Ora uno dei genitori la accusa di aver insegnato secondo idee eccessivamente progressiste e politicizzate, e chiede la restituzione della retta versata.
Toni ha ricevuto un mandato di comparizione che ad una più attenta analisi risulta alquanto strano: fa riferimento ad un misterioso "Circuito 9 ¾" che sembra essere una citazione dell'omonimo binario in "Harry Potter". Fuori dal Palazzo di Giustizia Toni e Marissa si trovano a seguire indicazioni in una sorta di caccia al tesoro, fino ad arrivare ad un'anonima copisteria: nel retro è ospitato il tribunale popolare presieduto dal giudice Wackner. È lì che verrà discusso il caso.
Lo strano tribunale ha avuto inizio due mesi prima; Wackner dichiara di aver utilizzato il suo tempo libero per creare qualcosa di utile e bello. Anche se il tribunale non è reale Toni vuole rimanere perché un eventuale verdetto favorevole potrebbe comunque influenzare gli altri genitori; inoltre, dopo tanti mesi di lenta burocrazia legale, lì le cose sembrano procedere velocemente.
Benché le manchi ancora l'abilitazione, è Marissa a difendere Toni; la affianca poi anche Diane, informata della situazione. Ed è proprio Diane che ad un certo punto fa pendere l'ago della bilancia in loro favore: durante il suo intervento trova il modo di citare alcuni versi di "Deal" dei Grateful Dead che come Jay ha scoperto, è la canzone preferita del giudice Wackner. Toni vince la causa ed altri clienti si mostrano interessati ad avere Marissa come avvocato.
Nel frattempo si sono evidenziati alcuni problemi relativi all'assetto dello Studio: dopo la partenza di Adrian è necessario nominare un nuovo socio (preferibilmente nero) e cercare altri collaboratori per i settori rimasti scoperti. Liz e Diane decidono intanto di riprendere Julius; escludono invece Caleb Garlin che le aveva contattate da Santa Barbara, dove è andato ad abitare presso i genitori. In considerazione dei loro imbarazzanti trascorsi Liz è lieta di non dover di nuovo lavorare con lui.
- Altri interpreti: Zach Grenier (David Lee), Charmaine Bingwa (Carmen Moyo), Mandy Patinkin (Hal Wackner), Gary Cole (Kurt McVeigh), Wallace Shawn (Charles Lester), Tony Plana (Oscar Rivi), Luis Vega (Daniel Vanegas), Mark Deklin (giudice Wick Stilton), Heather Burns (Toni Hedger), Emily Dorsh (Nell Fulton), Brenda Braxton (Madeline Gilford), Tyrone Mitchell Henderson (Barry Poe), Hugh Dancy (Caleb Garlin), Dan Rosales (l'interprete di spagnolo), Bartley Booz(l'impiegato della copisteria)

## E il tribunale ebbe una cancelliera...
- Titolo originale: And the Court Had a Clerk
- Diretto da: Rune Rafaeli
- Scritto da: William Finkelstein
- Altri interpreti: Stephen Lang (David Cord), Aaron Tveit (Spencer Zschau), Daniel Pearce (Ref Van De Berg), Michael Countryman (signor Hookstratten), David Alford (Benjamin Dafoe), Marc Kudish (signor Rottenberg), Brenda Braxton (Madeline Gilford), Elisha Lawson (Gunnar Neustadt), Jane Lynch (agente federale Madeline Starkey), Bebe Neuwirth (giudice Claudia Friend)

## E la cancelliera aveva uno studio...
- Titolo originale: And the Clerck Had a Firm...
- Diretto da: James Whitmore Jr.
- Scritto da: Jaquelyn Reingold
- Altri interpreti: Stephen Lang (David Cord), Wayne Brady (Del Cooper), Wallace Shawn (Charles Lester), Ben Vereen (Frederick Douglass), Emma Willmann (Morgan), Brenda Braxton (Madeline Gilford), Tyrone Mitchell Henderson (Barry Poe), Rachel Nicks (Leah Davis), Mamie Gummer (Nancy Crozin), Jonas Cohen (signor Earl), Jane Curtin (giudice Pamela Farley)

## E l'azienda aveva due soci...
- Titolo originale: And the Firm Had Two Partners...
- Diretto da: Nikki M. James
- Scritto da: Devita Scarlett
- Altri interpreti: Tony Plana (Oscar Rivi), Stephanie Nogueras (Isabel Rivi), Jill Eikenberry (Sharon Booth), April Mathis (dottoressa Debby Hammond), Ben Vereen (Frederick Douglass), Josh Grisetti (signor Glubman), Setareki Wainiqolo (Elliot Novacek), Jane Lynch (agente federale Madeline Starkey), Danny Pino (Ricardo Diaz), Tina Chilip (infermiera Feverdoll), Henry Stram (dottor Bernard), Steven Skybell (Karl Marx), Brandon Mendez Homer (Gesù Cristo)

## E le due socie ebbero uno scontro...
- Titolo originale: And the Two Partners Had a Fight...
- Diretto da: Brooke Kennedy
- Scritto da: Aurin Squire
- Altri interpreti: Elaine May (Ruth Bader Ginsburg), Gary Cole (Kurt McVeigh), Stephen Lang (David Cord), Wayne Brady (Del Cooper), Danny Burnstein (William Schulz), Brenda Braxton (Madeline Gilford), Tyrone Mitchell Henderson (Barry Poe), Jesse Tyler Ferguson (Garrison Vitar), Jane Curtin (giudice Pamela Farley)

## E la lotta ebbe una distensione...
- Titolo originale: Amd the Fight Had a Detente...
- Diretto da: Carrie Preston
- Scritto da: Tegan Shohet

### Trama
Hal Wackner, Del Cooper e David Cord decidono di occuparsi di alcuni casi di stupro e molestie; Marissa è contraria ma Wackner le spiega che intende dar voce anche a questo tipo di accusati in nome di quella Giustizia che gli sta tanto a cuore. Vengono identificati due casi interessanti: quello del comico Joey Battle, accusato di essersi masturbato di fronte ad una collega, e quello della professoressa Michaels, accusata da una delle sue studentesse di colore di aver usato una parola sconveniente. In entrambe le cause Cord rappresenterà la difesa e Marissa l'accusa.
I dibattimenti sono animati. June Barrow, la vittima di Battle, afferma che la sua carriera di attrice comica è stata danneggiata perché quando l'episodio che li ha visti protagonisti è diventato di dominio pubblico, quasi tutti ne hanno attribuito a lei la responsabilità, come se per Battle si fosse trattato solo di uno scherzo innocuo. La difesa di Battle insinua però che la carriera della Barrow sia soprattutto ostacolata dal suo scarso talento di attrice.
Gli studenti della professoressa Michaels le avevano già chiesto di non usare la parola incriminata, ma lei difende il suo modo di insegnare, mirato non a compiacere i ragazzi ma a farli anche scontrare (se necessario) con le asperità della vita.
Marissa viene accusata di impegnarsi di più nel caso Battle che nel caso Michaels: in sostanza le si rinfaccia, come donna bianca, di avere meno a cuore la causa dei neri. Ciò la colpisce e la fa riflettere, ma per lei i problemi non sono finiti. Scopre casualmente che Joey Battle sta negoziando un contratto con Del Cooper e in aula accusa quest'ultimo e il giudice Wackner di aver avuto in mente sin dall'inizio una riabilitazione dell'accusato in favore del loro programma.
Wackner reagisce irosamente ed espelle Marissa dall'aula; in seguito si scusa per aver perso le staffe e la richiama, ma il loro rapporto non sembra più quello di prima. Alla fine la professoressa Michaels viene assolta, ma lei chiede di essere condannata perché un verdetto sfavorevole l'aiuterebbe ad essere riassunta; Wackner la accontenta. Joey Battle invece viene giudicato colpevole perché nel suo passato ci sono svariati episodi di prevaricazione: è arrogante ed egocentrico, non è mai cambiato, non ha espiato in alcun modo, quindi Wackner lo condanna a tre settimane di reclusione in una delle prigioni finanziate da Cord. Anche questo sviluppo nelle attività del tribunale preoccupa Marissa, che lo giudica inquietante.
Liz e Diane conducono una causa contro il Dipartimento di Polizia di Chicago. L'agente Jesse McFinley, intervenuto durante una festa, ha colpito con un teaser Antoinette Lacey: la ragazza era malata di cuore ed è morta. L'episodio è stato filmato e il video viene mostrato in aula; McFinley inoltre è sospettato di altri episodi di violenza: la causa non dovrebbe presentare difficoltà insormontabili ma in aula Liz e Diane, i cui rapporti sono ancora molto tesi, si complicano la vita con battibecchi e insofferenze reciproche.
La situazione cambia radicalmente quando qualcuno, per vendicare la morte di Antoinette, uccide in strada l'agente McFinley. La causa è contro la Polizia quindi le udienze continuano ugualmente ma la ex moglie di McFinley, che avrebbe dovuto raccontare le violenze domestiche subìte dal marito, trasforma la propria testimonianza in una lacrimevole difesa della sua memoria. Inoltre su Fox News il giornalista Ted Willoughby addita Liz e Diane come complici morali dell'omicidio, mettendole forse in pericolo.
Liz e Diane chiedono dunque al giudice Abernathy un riesame dei giurati per verificare se i recenti fatti abbiano modificato il loro modo di rapportarsi al processo. Mirano ad escludere un numero di giurati sufficiente all'annullamento del procedimento, ma alla fine della revisione alla quota richiesta ne manca uno.
Di lì a poco Liz e Diane vengono però indirettamente aiutate da Ted Willoughby che nella sua trasmissione le attacca di nuovo, accusandole di essere criptolesbiche ed amanti. Il giudice Abernathy crede allora che i dissapori mostrati in aula possano essere attribuiti ad una loro tensione sentimentale; anziché negare, Liz e Diane approfittano della situazione. Affermano che uno dei giurati, appartenente ad una Chiesa molto conservatrice, le ha forse viste in atteggiamenti intimi: ciò potrebbe influenzarne il giudizio. Riescono così ad ottenere l'esclusione dell'ultimo giurato che mancava per l'annullamento.
In ufficio, sull'onda delle più recenti notizie, le Risorse Umane costringono Liz e Diane a firmare un "contratto d'amore" che tuteli lo Studio da eventuali futuri problemi sentimentali insorti tra loro. Esilarate per la piega presa dall'assurda situazione, le due donne sembrano disposte a tornare amiche.
- Altri interpreti: Stephen Lang (David Cord), Wayne Brady (Del Cooper), Andy Karl (Jesse McFinley), Annie McNamara (Vanessa McFinley), Kristine Nielsen (professoressa Henrietta Michaels), Dana Gournier (June Barrow), Bill Sage (Joey Battle), Mo Rocca (Ted Willoughby), Brandon Williams (Nicholas Dupont), Denis O'Hare (giudice Charles Abernathy), Shanel Bailey (Antoinette Lacey)

## E la distensione ebbe fine...
- Titolo originale: And the Detente Had an End...
- Diretto da: Michael Zinberg
- Scritto da: Laura Marks

### Trama
Lo Studio è ancora alle prese con i problemi di assetto. Julian vorrebbe riassumere gli elementi licenziati per inserirli nello Studio privato che ha intenzione di aprire; chiede un finanziamento a David Cord ma per ottenere la sua attenzione è costretto a dichiarare che anche Diane potrebbe seguirlo nella nuova attività.
Diane in realtà è ancora esitante: David Lee si è opposto con fermezza alla sua estromissione ma all'interno dello Studio molti altri la contestano apertamente. In considerazione del fatto che presto arriveranno i capi da Londra e da Dubai per verificare la situazione gestionale, David Lee dà a Liz e a Diane ventiquattro ore di tempo per risolvere il dissidio. In mancanza di soluzioni alternative le due decidono di cercare un terzo socio che possa diventare l'elemento di equilibrio fra loro. Ispirata da uno dei colloqui immaginari che continua ad avere con la defunta Ruth Bader Ginsburg, Diane individua un candidato interessante in Allegra Durado, un'avvocatessa quasi leggendaria e di grande esperienza. In passato è stata cancelliera della stessa Ruth e ora è impegnata nella stesura di un libro.
Allegra è una strana donna, ma non difetta di intelligenza: capisce che Diane l'ha contattata perché pensa che Liz possa gradire una candidata nera e perché crede di poterla avere dalla sua parte in futuro. Durante il colloquio con Liz ammette candidamente tutto ciò, ma puntualizza anche che il suo appoggio all'una o all'altra socia è tutt'altro che scontato, di volta in volta si vedrà. Favorevolmente impressionata, Liz dà la sua approvazione e Allegra entra nello Studio.
In vista della messa in onda, un forum d'ascolto sta esaminando il reality show di Hal Wackner; i giudizi sono abbastanza positivi ma i casi del suo tribunale vengono percepiti come troppo semplici e sciocchi. Marissa si mette all'opera per aiutare Wackner e allo scopo di migliorare lo show fa valere il controllo che secondo il contratto con Del Cooper il giudice può esercitare sulla parte tecnica, in particolare sul montaggio. Riesce così ad ottenere una narrazione più equilibrata e accattivante; a margine, inizia una relazione con Max, il giovane montatore che già le aveva dedicato numerose lusinghiere sequenze.
Quando è andato a parlare con David Cord, Julius ha preso una multa perché ha parcheggiato nella "zona viola", l'area riservata al tribunale di Wackner. Ritenendola uno scherzo e una buffonata Julius ha strappato la multa, ma in seguito si è visto sequestrare l'auto. Allibito, scopre di non essere l'unico alle prese con una simile ed arbitraria serie di eventi. Vorrebbe passare al contrattacco, cercando di far valere le proprie ragioni, ma poiché continua a rifiutarsi di riconoscere l'autorità di quel tribunale, la cosa è tutt'altro che facile. Quando Wackner impone ai multati di porgere le proprie scuse come condizione per riavere le loro auto, tutti lo fanno prontamente ma Julius rifiuta di nuovo.
Di lì a poco si mette in guai ancora più gravi: esasperato, mentre esce dal tribunale riesce ad impossessarsi del blocchetto delle contravvenzioni con l'intenzione di falsificare una multa per sostituire quella strappata e poter così reclamare la propria auto al deposito. Purtroppo il valore complessivo dei contrassegni contenuti nel blocchetto supera i duemila dollari e il furto si configura come reato di terzo grado.
Scoperto e arrestato, Julius finisce di nuovo di fronte a Wackner e rischia la reclusione. Con sgomento Marissa lo scopre nei guai e allerta Diane e Liz.
In aula Wackner difende per l'ennesima volta il valore della legge, poi però decide di essere clemente e con un "rilascio compassionevole" mette Julius in libertà. In considerazione del fatto che Wackner ha processato uno degli avvocati dello Studio, Liz e Diane vorrebbero rinunciare a rappresentarlo, restituendogli l'anticipo. Wackner però si oppone e le cose rimangono invariate.
Di lì a poco il pilot dello show di Wackner va finalmente in onda.
- Altri interpreti: Elaine May (Ruth Bader Ginsburg), Stephen Lang (David Cord), Wayne Brady (Del Cooper), Andrew Burnap (Max), Brenda Braxton (Madeline Gilford), Tyrone Mitchell Henderson (Barry Poe), Wanda Sykes (Allegra Durado), Henry Russell (signora Joy), Quincy Dunn-Baker e Sarah Mackenzie Baron (poliziotti)

## E la fine fu violenta...
- Titolo originale: And the End Was Violent...
- Diretto da: Brooke Kennedy
- Scritto da: Eric Holmes

### Trama
Due poliziotti arrestano un invasato che ha picchiato brutalmente una donna cinese, inveendo contro di lei per via del COVID. Lo portano al carcere della Contea ma lì trovano una situazione molto caotica: gli ascensori non funzionano e il sovraffollamento sta costringendo il giudice a rilasciare gli imputati senza cauzione. Non volendo rinunciare al loro arresto, portano il prigioniero al tribunale di Wackner, ormai conosciuto per via dello show in streaming. Si tratta di giudicare un crimine d'odio e Marissa fa notare che questo si pone un po' oltre i limiti del loro tribunale; tuttavia l'aggressione è stata filmata e l'uomo è sospettato di essere l'autore di altre violenze nel quartiere quindi Wackner, per arginarne la pericolosità, lo condanna ad un anno di reclusione.
Ben presto la voce si diffonde e molti altri poliziotti iniziano a portare i loro arrestati davanti al giudice Wackner. È il caso di due spacciatori arrestati in flagranza di reato; contro di loro ci sono prove dubbie perché i poliziotti non possono dimostrare che la droga esibita fosse realmente in possesso degli imputati, perciò Wackner si limita ad ordinare che vengano trattenuti in attesa degli opportuni accertamenti.
Anche dopo l'arrivo di Allegra lo Studio continua ad avere problemi: è necessario rivedere il budget perché la STR Laurie rifiuta ulteriori finanziamenti. Liz e Diane temono di dover operare altre riduzioni che danneggerebbero la reputazione dello Studio, ma Allegra è di parere contrario: poiché i grandi capi sono uomini d'affari propensi a rispettare la forza, e a valorizzare il lusso e gli eccessi, bisognerebbe investire non ridurre. Dopo qualche iniziale perplessità è questa la linea strategica che David Lee presenta ai capi, collegati in videoconferenza da Londra e da Dubai.
Continua la relazione tra Liz e Del Cooper: lui è stato richiamato a Los Angeles ma insieme i due decidono che resterà a Chicago.
Nel frattempo Carmen ha curato la stesura di un contratto tra la "Plum Meadow Farm" e Oscar Rivi riguardante una nuova linea di alimenti alla cannabis: Rivi sarà il produttore, mentre l'azienda si occuperà della distribuzione. I termini del contratto vengono definiti rapidamente e senza apparenti problemi, l'azienda pone però una condizione irrinunciabile: la cessazione di tutte le attività illegali di Rivi, pena la decadenza del contratto.
Rivi si sente offeso, tuttavia con l'aiuto di Allegra si giunge ad un precario accordo. La situazione si complica quando Rivi e la moglie Isabel si accorgono della scomparsa di tre membri della loro organizzazione e sospettato che l'azienda ne sia responsabile. Pianificano un'immediata azione di rappresaglia che però rischia di fare scoppiare una vera e propria guerra criminale.
Marissa scopre che in realtà gli spacciatori scomparsi sono i ragazzi detenuti presso il tribunale di Wackner; informare Rivi potrebbe mettere in pericolo il giudice, tuttavia Carmen è costretta a farlo. È lei che si occupa della difesa, ma l'udienza non va troppo bene: Rivi si presenta come uomo d'affari ma di fronte all'intransigenza di Wackner perde le staffe e lo aggredisce. Inoltre ci si accorge che presso il tribunale sono detenuti solo due dei tre ragazzi coinvolti: del terzo, Matteo Vargas, si sono perse le tracce.
Marissa chiede l'aiuto di Jay per trovare Matteo; insieme lo rintracciano presso un altro tribunale popolare, quello presieduto dalla giudice Vinetta Clark. Matteo è rinchiuso nel suo scantinato, per punizione, e Vinetta rifiuta di rilasciarlo prima dell'udienza.
- Altri interpreti: Zach Grenier (David Lee), Stephen Lang (David Cord), Wayne Brady (Del Cooper), Tony Plana (Oscar Rivi), Stephanie Nogueras (Isabel Rivi), CCH Pounder (Vinetta Clark), Alok Tewari (Osman bin Ansari), Wanda Sykes (Allegra Durado), Christian Borle (Carter Schmidt), Joshua De Jesus (Matteo Vargas), Anthony Cochrane (James Winston)

## E la violenza si è propagata...
- Titolo originale: And the Violence Spread...
- Diretto da: Robert King
- Scritto da: Robert King e Michelle King

### Trama
Diane e Kurt sono in procinto di partire per una vacanza sul Lago di Como, in Italia. All'ultimo momento vengono però fermati da una telefonata di Liz: con un anticipo di due settimane sui tempi previsti i capi della STR Laurie stanno arrivando da Londra e da Dubai per analizzare il piano finanziario dello Studio. Liz e Diane hanno meno di un'ora per metterlo a punto.
La loro attenzione viene tuttavia deviata verso altri problemi: devono occuparsi di Oscar Rivi, di cui si sono momentaneamente perdute le tracce, evitando che finisca in galera per qualunque motivo. Rivi infatti deve ancora firmare il contratto con la "Plum Meadow Farm" e il giudice Stilton vuole analizzare proprio quel contratto per verificare che Oscar sia davvero un imprenditore, come richiesto dall'accordo.
Carmen finalmente trova il suo cliente ma dal comportamento degli avvocati dell'azienda si accorge che la "Plum Meadow Farm" considera Rivi inaffidabile. Sospettando che lo vogliano scavalcare, rivolgendosi a sua moglie Isabel (che potrebbe benissimo negoziare, dato che possiede lo stesso numero di azioni del marito), Carmen suggerisce ad Oscar di richiedere un accordo post-matrimoniale per tagliar fuori la moglie dagli affari. Isabel ovviamente rifiuta di firmare l'accordo ed Oscar, distrutto nel constatare che la donna non esiterebbe a tradirlo, taglia con lei ogni rapporto.
Isabel però non è disposta ad arrendersi e passa al contrattacco: si rivolge alla Procura e si dice disposta a testimoniare contro Oscar perché teme di essere uccisa per suo ordine. Durante l'udienza però tra i due coniugi avviene una sorta di intenso dialogo senza parole: con gli sguardi Oscar e Isabel riescono a dirsi tutto ciò che devono e in sostanza raggiungono un accordo. Isabel ritratta la propria dichiarazione, facendo rimettere in libertà il marito che in cambio la riammette nella comune gestione dei loro affari.
Nel frattempo Osman e Winston, i capi della STR Laurie, attendono invano il ritorno di Liz e Diane. Riescono però ad intrattenersi piacevolmente con Kurt, a sua volta giunto allo Studio in cerca di Diane: i tre uomini parlano di sport, di armi e bevono generosamente. Osman e Winston ne rimangono così entusiasti che promettono di tornare di lì a qualche settimana per partecipare con Kurt ad una battuta di caccia al cervo.
Nel suo tribunale il giudice Wackner sta affrontando un caso sulla Secessione dell'Illinois per motivi fiscali: un agricoltore, spalleggiato da un nutrito gruppo di sostenitori, nega che lo Stato abbia giurisdizione sulla sua proprietà. Testimonia in suo favore il professor Goat che presenta un vecchio documento per dimostrare che l'Illinois è storicamente diviso in due parti almeno dal XVIII secolo, quindi la capitale non può tassare i contadini del Sud.
Marissa, alla difesa, insinua che il documento sia falso e Wackner, che lavorando in una copisteria conosce bene i tipi di carta, è propenso a condividere i suoi dubbi. Il giudice puntualizza inoltre che se l'individualismo a volte può essere una buona cosa, gli eccessi di individualismo non lo sono: essi portano al caos e non è questo ciò per cui ha creato il suo tribunale. Dà dunque ragione alla difesa ma gli agricoltori insorgono e distruggono l'aula. Wackner e Marissa riescono a scappare, trovando rifugio nell'ufficio del giudice, ma è probabile che l'esperimento del loro tribunale sia finito lì.
Nel tribunale di Vinetta Clark si apre invece il procedimento contro Matteo Vargas per possesso di droga; inizialmente lo difende Marissa. Il ragazzo dice di essere stato presente, aveva una pistola, ma niente droga; purtroppo questa ammissione ne aggrava la posizione perché l'accusa chiede di cambiare l'imputazione e su Matteo vengono scaricati due omicidi avvenuti nel quartiere.
Disperata, Marissa chiama in suo aiuto Diane che però si scontra con l'indignazione di Vinetta: le vittime degli omicidi erano due ragazzi, la polizia non ha fatto nulla ed ora la donna esige giustizia. Come mossa estrema Diane suggerisce a Matteo di far credere che la pistola gli sia servita per difendere gli amici: lui è intervenuto per evitare che commettessero il resto. Vinetta però scopre l'imbroglio: arresta Diane per falsa testimonianza e la rinchiude nel solito scantinato.
Dopo qualche tempo Diane viene raggiunta da Kurt che l'ha rintracciata e si è fatto concedere una visita coniugale. In sostituzione della vacanza ormai sfumata i due trascorrono insieme qualche ora divertente finché ad un certo punto nella casa fa irruzione la polizia, mobilitata da David Cord per "furto di proprietà intellettuale", dato che Vinetta avrebbe copiato il tribunale di Wackner.
Mentre Vinetta viene arrestata, in tutto il Paese iniziano a moltiplicarsi a dismisura vari tipi di tribunali locali, prospettando un futuro di ingovernabile anarchia.
Rinvigorita dalle recenti esperienze, Diane fornisce a Liz la soluzione per i problemi di assetto nello Studio: la stessa Liz e Allegra rimarranno socie titolari mentre Diane accetterà un piccolo cambiamento e sarà semplicemente una socia paritaria. L'accordo viene stipulato.
- Altri interpreti: Gary Cole (Kurt McVeigh), Stephen Lang (David Cord), CCH Pounder (Vinetta Clark), Tony Plana (Oscar Rivi), Stephanie Nogueras (Isabel Rivi), Daniel Bellomy (Levi), Austin Pendleton (professor Goat), Mark Deklin (giudice Wick Stilton), Brandon Mendez Homer (Gesù Cristo), Wanda Sykes (Allegra Durado), Michael Thomas Holmes (Horace Carruthers), Eddie Korbich (il vicino incarcerato)